# Scrambler

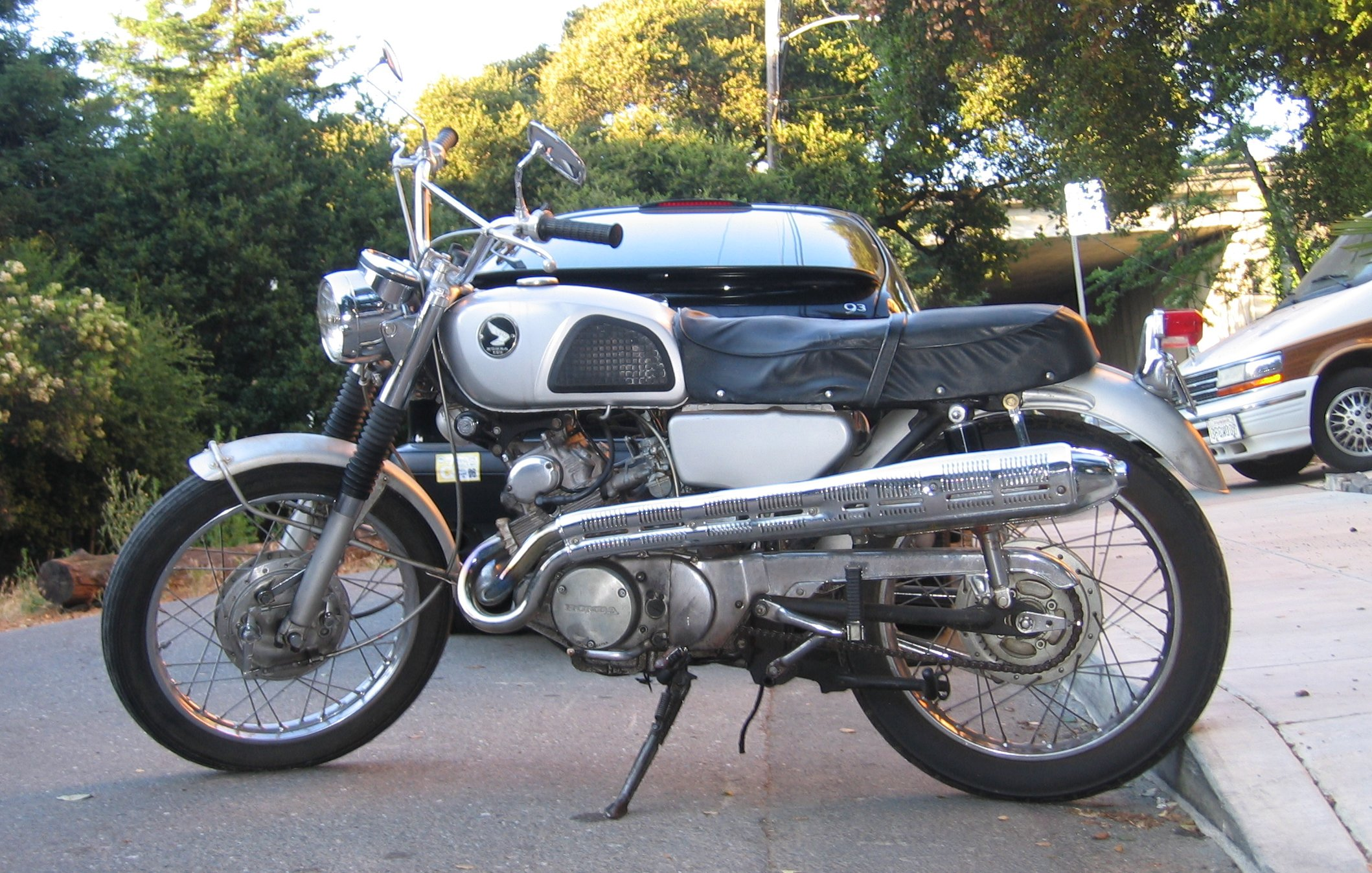
De Honda CL 160 (ca. 1966) heeft de typische bouw van een scrambler: De enige concessie die aan het rijden in het terrein werd gedaan was het vergroten van de bodemvrijheid door de uitlaten hoger te plaatsen. Hitteschilden moesten de rijder beschermen

De scrambler is een type motorfiets.
Dit is de voorloper van de motorfietsen die we tegenwoordig offroadmotoren noemen. Meestal was de scrambler een door de fabrikant aangepaste straatmotor, vooral herkenbaar aan de terreinbanden en omhooggebogen (swept back) uitlaten.
Oorspronkelijk (in de jaren vijftig en -zestig) werd de term "scrambles" nog voor motorcrosswedstrijden gebruikt en toen was een scrambler dus nog een crossmotor.